# Life's Shop Window (film 1915)
Life's Shop Window è un film muto del 1915 diretto da Harry Belmar (anche interprete del film) e Herbert Brenon. Fu prodotto dalla Fox Film Corporation, basato su un romanzo di Victoria Cross. Tra gli altri interpreti, appare il nome di Claire Whitney.

## Produzione
Il film fu prodotto dalla Fox Film Corporation.